# Discocyrtus granulatus
Discocyrtus granulatus is een hooiwagen uit de familie Gonyleptidae.